# Subprefectura d'Ōshima
|  | No s'ha de confondre amb Subprefectura d'Oshima. |

La subprefectura d'Ōshima (大島支庁, Ōshima-shichō) és una subprefectura de Tòquio, a la regió de Kanto, Japó. La subprefectura és responsabilitat del Departament d'Afers Generals del Govern Metropolità de Tòquio. La subprefectura inclou una sèrie d'illes habitades i de rocs a l'arxipèlag d'Izu.

## Geografia

### Municipis
| |          |          |          |
| \| Municipi \| Població \| Extensió \| Densitat \| \| --------- \| -------- \| -------- \| -------- \| \| Kōzushima \| 1.849 \| 18,58 \| 99,5 \| \| Niijima \| 2.552 \| 27,54 \| 92,7 \| \| Ōshima \| 7.074 \| 90,76 \| 77,9 \| \| Toshima \| 330 \| 4,12 \| 80,1 \| \| Total \| ND \| ND \| ND \| |          |          |          |
| Municipi | Població | Extensió | Densitat |
| Kōzushima | 1.849    | 18,58    | 99,5     |
| Niijima | 2.552    | 27,54    | 92,7     |
| Ōshima | 7.074    | 90,76    | 77,9     |
| Toshima | 330      | 4,12     | 80,1     |
| Total | ND       | ND       | ND       |

### Illes
- Izu Ōshima
- Illa de To
- Illa de Nii
- Shikine
- Illa de Kōzu

## Història
- 1900: Es funda l'oficina del govern de la prefectura de Tòquio a l'illa d'Ôshima.
- 1920: L'actual territori de la subprefectura de Miyake passa a formar part d'Ôshima.
- 1926: Es funda l'actual subprefectura.
- 1943: Es crea la subprefectura de Miyake que es separa de la d'Ôshima.